# マンション管理士団体連絡会
マンション管理士団体連絡会（まんしょんかんりしだんたいれんらくかい）は、国土交通省のマンション履歴システム（マンションみらいネット）事業に協力することを目的とし、全国都道府県マンション管理士会協議会と有限責任中間法人首都圏マンション管理士会の協議により設立された団体である。2007年に全国都道府県マンション管理士会協議会が脱退すると、日本マンション管理士団体連合会に改称したが、同年、日本マンション管理士会連合会を設立して発展的に解散した。

## 概要
- 設立: 2005年7月2日
- 改称: 2007年4月7日
- 解散: 2007年12月10日
- 略称: 連絡会、連合会
- 初代会長: 諏訪部一徳
- 二代会長: 竹内幹吉

## 参加していた団体
- 全国都道府県マンション管理士会協議会
- NPO法人東海マンション管理士協会
- NPO法人南大阪マンション管理士会
- 板橋区マンション管理士会
- 大阪府マンション管理士会
- NPO法人近畿マンション管理士協会
- 北九州マンション管理士会
- 群馬県マンション管理士会
- 新宿区マンション管理士会
- 東京マンション管理士会
- 豊中マンション管理士会
- 長崎県マンション管理士会
- 北陸マンション管理士会
- 京阪神マンション管理士会
- 山梨県マンション管理士会
- 有限責任中間法人首都圏マンション管理士会
- 九州マンション管理士等協会
- NPO法人岐阜県マンション管理士会
- 足立区マンション管理士会